# Vojvodina
Vojvodina, plným názvem Autonomní oblast Vojvodina (srbsky: Аутономна Покрајина Војводина/Autonomna Pokrajina Vojvodina, maďarsky: Vajdaság Autonóm Tartomány, slovensky: Autonómna pokrajina Vojvodina, rumunsky: Provincia Autonomă Voivodina, chorvatsky: Autonomna Pokrajina Vojvodina, rusínsky: Автономна Покраїна Войводина), je autonomní oblast na severu Srbska. Hlavním městem a hospodářským centrem je Novi Sad, dalšími většími městy jsou Subotica, Zrenjanin či Sombor.
Z lingvistického hlediska je oblast zajímavá tím, že má šest úředních jazyků – vyjma srbštiny jsou to maďarština, slovenština, rumunština, chorvatština a rusínština.

## Historie

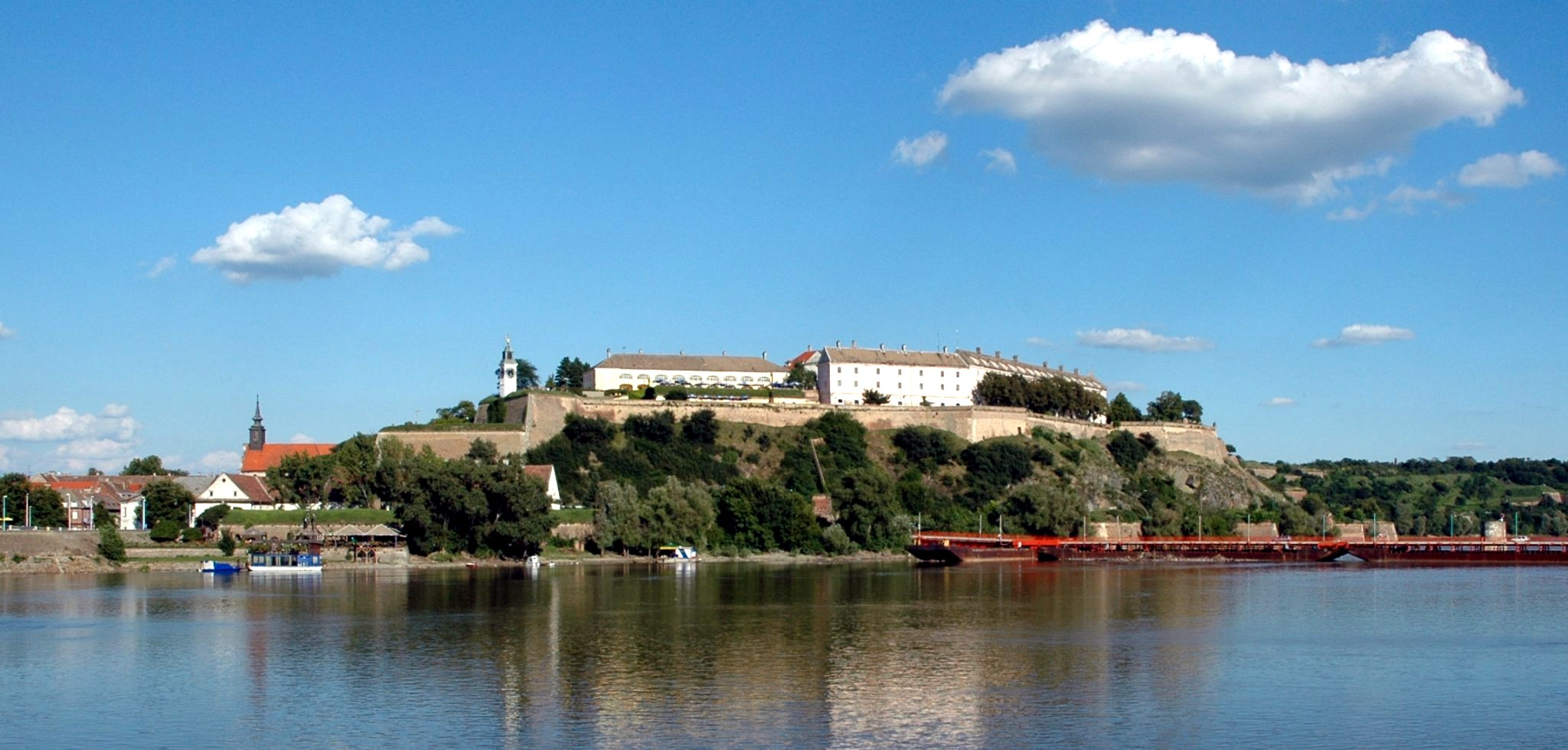
Citadela v Petrovaradině, naproti Novému Sadu

Oblast byla důležitá už v dobách římské říše, nacházelo se zde město Sirmium (dnes Sremska Mitrovica). Během 6. století přišli do oblasti Slované a od 9. století byla Vojvodina ovládaná Maďary až do století šestnáctého. Po bitvě u Moháče v roce 1526 a pádu Banátu v roce 1552 se oblast dostala pod kontrolu Osmanské říše.
Díky Karlovickému míru z roku 1699 a později Požarevackému míru z roku 1718 Vojvodina připadla Rakousku. To znamenalo odsun osmanského a islámského obyvatelstva a přísun nových kolonistů, ze všech oblastí tehdejší habsburské monarchie. Přicházeli tak nejen Srbové, Maďaři, či Němci (ti byli odsunuti v roce 1945), ale také i Češi, Slováci, Chorvati, nebo Rumuni. Srbská menšina se začala kulturně organizovat a rozvíjet, přestože pravoslaví bylo habsburskou monarchií potlačováno, do oblasti přicházely knihy z Ruska a dalších pravoslavných zemí.
Po revolucích roce 1848 bylo na krátkou dobu založeno Srbské vévodství v rámci Habsburské monarchie (z té doby pochází jméno Vojvodiny: vojvodina znamená vévodství). Po 1. světové válce se stala Vojvodina součástí Království SHS. Území po roce 1929 ztratilo, podobně jako další části Jugoslávie, svoji autonomii[zdroj?] a bylo začleněno do rozsáhlejšího systému bánovin. Národnostně promíchané obyvatelstvo bylo však do jisté míry problémem, z hospodářského hlediska ale slabému jugoslávskému státu alespoň pomáhaly dobře se rozvíjející oblasti s německým obyvatelstvem. Během války byla Vojvodina v roce 1941 rozdělena mezi několik států: severozápadní část (Bačku a Baranju) zabralo Maďarsko, které kdysi Vojvodinu ovládlo, severozápadní[zdroj?] část Chorvatsko, malou východní část Rumunsko[zdroj?] a jižní část Nedićovo Srbsko[zdroj?] (Srem, který byl po válce začleněn do Vojvodiny, patřil v té době Slavonii, kterou ovládl Nezávislý stát Chorvatsko).
Po válce vznikla 1. září 1945 v rámci federalizované Jugoslávie autonomní oblast Vojvodina, mající současný rozsah, a která od té doby náleží k Srbsku. Těsně po válce vypukly ohledně Vojvodiny spory, zdali má být území přičleněno k Srbsku, či fungovat jako zcela nezávislá republika v rámci Jugoslávie. Poválečnými změnami obyvatelstva došlo k dominanci Srbů (kteří zde měli po válce jen něco přes 1/3 obyvatelstva), odstranění Němců, a úbytku především Maďarů, kteří zůstali v úzkém pruhu táhnoucím se od severních hranic s Maďarskem zhruba jihovýchodním směrem.

## Symboly

### Vlajka
Vlajka Vojvodiny má dvě varianty:
- Vojvodinská vlajka
- Tradiční vojvodinská vlajka

Vojvodinská vlajka je tvořena listem o poměru stran 1:2 se třemi pruhy: červeným, modrým a bílým, o poměru šířek 1:8:1. V modrém pruhu jsou tři žluté pěticípé hvězdy, uspořádané do kruhu a orientované jedním cípem ven z kruhu.
Tradiční vojvodinská vlajka je tvořena listem o poměru stran 2:3 se třemi vodorovnými pruhy: červeným, modrým a bílým. Varianta této vlajky má uprostřed umístěny tradiční znak (znaky jsou též dva).

## Geografie
Rozprostírá se na území čtyř historických regionů - Báčky, Banátu, Sremu a z malé části Mačvy. Hlavním a zároveň největším městem je Nový Sad, druhým v pořadí je Subotica. Rozloha je 21 506 km², počet obyvatel: 1 931 809, hustota obyvatelstva: 89,85/km² (2011). Nachází se ve střední Evropě, severní části Srbska v Panonské nížině. Území je rozděleno řekami Dunaj a Tisa na Bačku, Banát a Srem.

## Správní členění

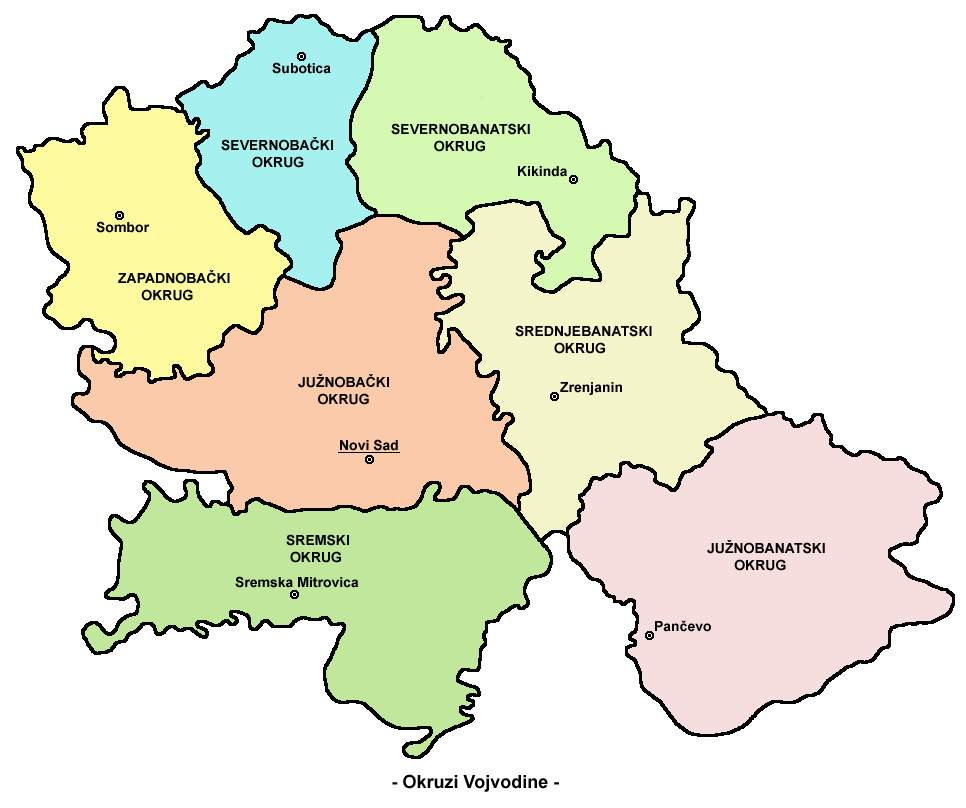
Mapa okruhů Vojvodiny

Vojvodina je rozdělena do 7 okruhů (srbsky okrug):
- Západobačský okruh
- Severobačský okruh
- Jihobačský okruh
- Severobanátský okruh
- Středobanátský okruh
- Jihobanátský okruh
- Sremský okruh

## Slováci ve Vojvodině

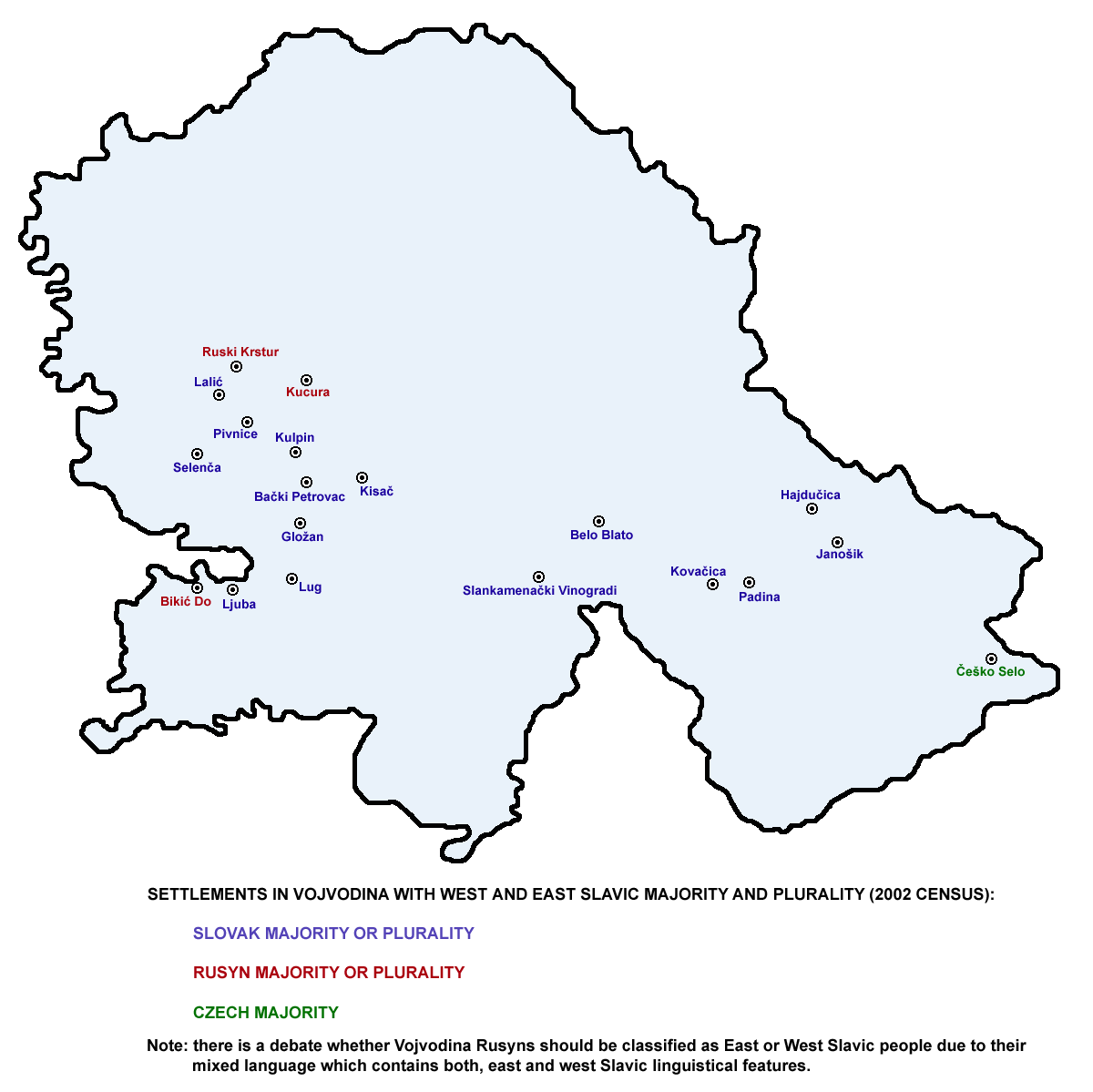
Slováci ve Vojvodině

Slováci jsou třetí nejpočetnější národností ve Vojvodině. Tvoří absolutní většinu v obci Petrovec (66,42 %) a jsou nejvýznamnější národností v obci Kovačica (41,07 %). Nejvíce Slováků žije Kovačici (5697), pak v Báčském Petrovci (5549). Celkem žije ve Vojvodině 56 637 Slováků, což tvoří 2,79 % všech obyvatel. Jsou potomky převážně evangelických vystěhovalců z 18. století, kteří se usadili na úrodném území, řídce obývaném po zpustošení země Turky. Zachovávají si jazyk i folklórní zvyky svých předků.